# Душешти (Њамц)
Душешти (рум. Dușești) насеље је у Румунији у округу Њамц у општини Штефан чел Маре. Oпштина се налази на надморској висини од 443 m.

## Становништво
Према подацима из 2002. године у насељу је живело 161 становника, од којих су сви румунске националности.